# Burg Altenberg (Dietenheim)
Die Burg Altenberg, auch Altenburg genannt, ist eine  abgegangene Höhenburg auf 560 m ü. NN   nördlich der Stadt Dietenheim im Alb-Donau-Kreis in Baden-Württemberg. 
Die von den Grafen von Kirchberg erbaute Burg befindet sich in einem Waldstück etwa 330 Meter westnordwestlich des Gerthofes zwischen dem heutigen Ortsteil Reggisweiler und Dietenheim. Von der ehemaligen Burganlage zeugen heute nur noch die Reste von Wällen und Gräben.